# Лавалле, Кароль
Каро́ль Лавалле́ (фр. Carole Lavallée; 23 января 1954, Монреаль, Квебек, Канада — 26 марта 2021) — канадский политик, член Квебекского блока. Депутат Палаты общин Канады от округа Сен-Брюно — Сент-Юбер (2004—2011).

## Биография
Родилась 23 января 1954 года в Монреале. Работала предпринимателем, журналистом и консультантом по коммуникациям. Впервые была избрана в Палату общин Канады на федеральных выборах 2004 года от округа Сен-Брюно — Сен-Юбер как кандидат Квебекского блока, опередив кандидата от Либеральной партии Марка Савара примерно на 13 000 голосов. В парламенте была критиком министра труда от Квебекского блока. На федеральных выборах 2011 года потерпела поражение от кандидата Новой демократической партии Джауиды Селлах.